# 수재나 마르티네스

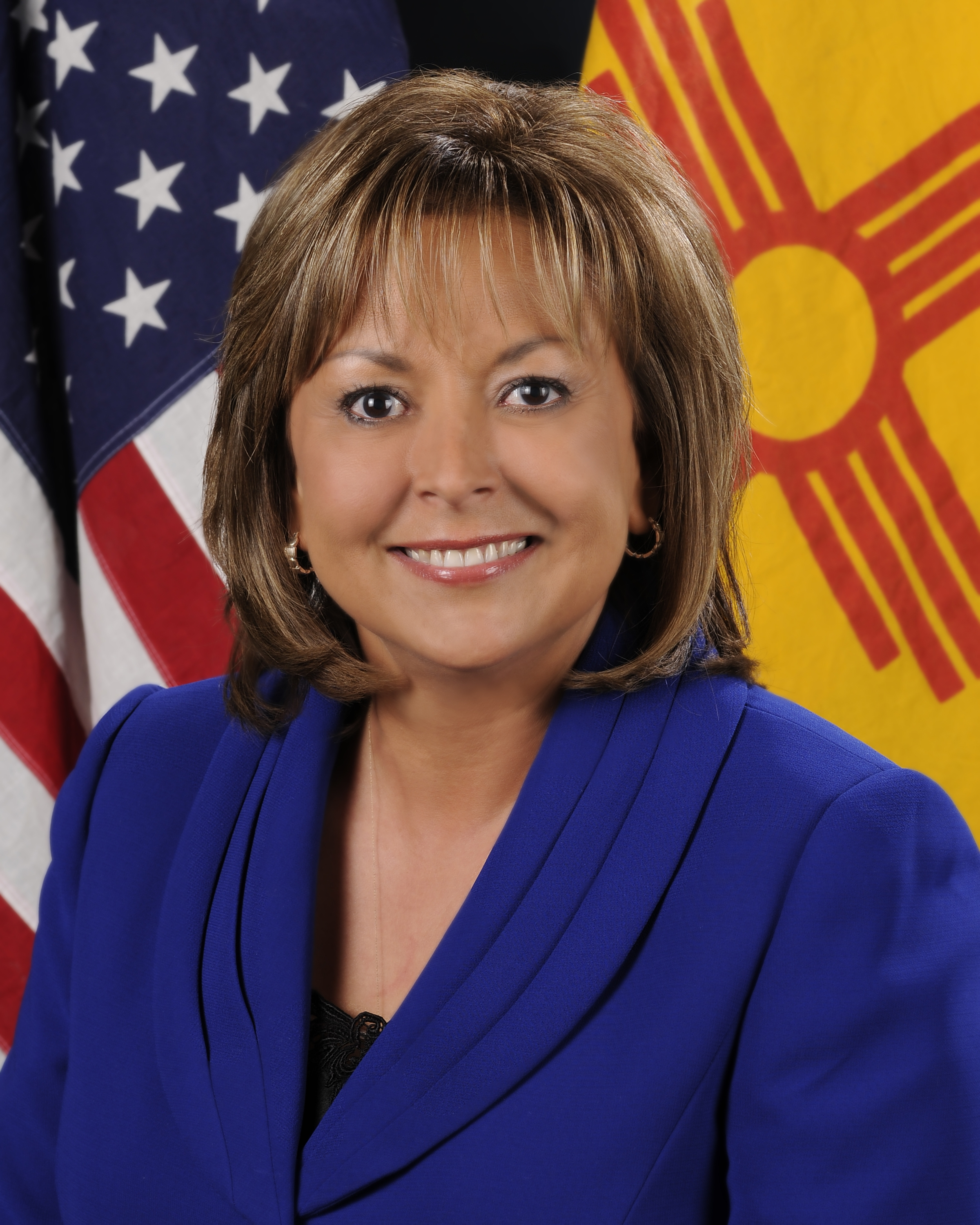
수재나 마르티네스

수사나 마르티네스(Susana Martinez, 1959년 7월 13일 ~ )는 미국의 정치인으로, 2011년 1월부터 2019년 1월까지 제31번째 뉴멕시코 주지사를 역임했다. 뉴멕시코 주의 최초의 여성 주지사이자 미국 최초의 히스페닉 여성 주지사이다. 공화당에 속해 있으며 전직은 뉴멕시코주 라스크루시스(Las Cruces) 지역 지방법원 검사였다.

## 역대 선거 결과
| 선거명      | 직책명                                        | 대수 | 정당   | 득표율  | 득표수    | 결과 | 당락                   |
| ----------- | --------------------------------------------- | ---- | ------ | ------- | --------- | ---- | ---------------------- |
| 1996년 선거 | 뉴멕시코 지방검사 (도냐아나 카운티 제3선거구) | -대  | 공화당 | 58.97%  | 24,672표  | 1위  | 뉴멕시코 지방검사 당선 |
| 2000년 선거 | 뉴멕시코 지방검사 (도냐아나 카운티 제3선거구) | -대  | 공화당 | 51.35%  | 23,300표  | 1위  | 뉴멕시코 지방검사 당선 |
| 2004년 선거 | 뉴멕시코 지방검사 (도냐아나 카운티 제3선거구) | -대  | 공화당 | 57.63%  | 34,838표  | 1위  | 뉴멕시코 지방검사 당선 |
| 2008년 선거 | 뉴멕시코 지방검사 (도냐아나 카운티 제3선거구) | -대  | 공화당 | 100.00% | 20,070표  | 1위  | 뉴멕시코 지방검사 당선 |
| 2010년 선거 | 뉴멕시코 주지사                               | 31대 | 공화당 | 53.29%  | 321,219표 | 1위  | 뉴멕시코 주지사 당선   |
| 2014년 선거 | 뉴멕시코 주지사                               | 31대 | 공화당 | 57.34%  | 288,549표 | 1위  | 뉴멕시코 주지사 당선   |

## 참고 자료
- 공식 웹사이트